# Iridopsis cinerascens
Iridopsis cinerascens är en fjärilsart som beskrevs av Paul Dognin 1911. Iridopsis cinerascens ingår i släktet Iridopsis och familjen mätare. Inga underarter finns listade i Catalogue of Life.